# اجوی، ایلوالو
اجوی، ایلوالو (به لاتین: Ajuy, Iloilo) یک سکونتگاه مسکونی در فیلیپین است که در ایلوئیلو واقع شده‌است.

## خصوصیات
اجوی ۱۷۵٫۵۷ کیلومترمربع مساحت و ۴۷٬۲۴۸ نفر جمعیت دارد.